# オーロラの下で
オーロラの下で（オーロラのしたで）は、戸川幸夫による児童文学、及び1990年8月3日に公開された日本・ソビエト連邦合作の映画である。

## 小説
初出は1971年度の学研の『4年の学習』誌連載。　1925年1月、アラスカ北部の都市ノームへ1,085km離れたネナナからわずか5日半でジフテリアの血清を犬橇でリレー急送した実話を下敷きにしている。主人公の狼犬“吹雪”が生まれる前のフィクションから始まり、狼の群れ内での成長譚が主だが、この吹雪が実話で血清移送の最終区画を担当した犬橇のリーダー犬として後世最も注目を集めるようになった“バルトー”となるという展開である。 

## 映画
ロシア革命混乱期のシベリアの広大な自然を舞台に、伝染病に苦しむ人々に血清を届けるため、極寒の1100キロを走破する男とオオカミとの交流と友情を描く。DVDは2008年3月21日発売。

### キャスト
- 田宮源蔵：役所広司
- アンナ：マリーナ・ズージナ
- 鈴木うめ：桜田淳子
- アルセーニー；アンドレイ・ボルトネフ
- 憲兵：ガッツ石松
- 豪商レージネフ：ニキータ・ミハルコフ
- 上坂常次郎：丹波哲郎
- エベンキの老人：マクシーム・ムンズーク（英語版）
- アナトーリ・ロマシン
- ジョルシ・バイジャンパーエフ
- オレグ・フョードロフ
- ミハイル・ゴルボビッチ
- ミハイル・レーメソフ
- ウラジーミル・モロコフ
- ユーリー・プロトニコフ
- リーザ・ノヴォドヴォルスカヤ
- 辻萬長
- 宮城幸生
- うめの夫：岩城宏之
- 刑事：小松方正
- 地主：織本順吉
- 周旋人：下絛アトム
- 将校：藤岡重慶
- 毛皮店主：佐竹明夫
- 源蔵の母：風見章子
- うめの母：長内美那子
- 置屋女将：浅利香津代

### スタッフ
- 製作：東映、テレビ朝日、モスフィルムスタジオ、ソビエト合作公団、こぶしプロダクション
- 総指揮：岡田茂、田代喜久雄
- 製作者：高岩淡、矢部恒、小田久栄門、エリック・ワイズベルグ
- プロデューサー：桑山和之、角田朝雄
- 監督：後藤俊夫
- 原作：戸川幸夫『オーロラの下で』（金の星社刊）、『極北に挑む』（潮出版社刊）
- 脚本：大和屋竺、イジョフ・ヴァレンティン・イワノヴィッチ
- 撮影：奥村祐治
- 音楽：小六禮次郎
- 監督補佐：池田博穂、ウロンスキー・セルゲイ
- 音響：東京サウンド企画
- 視覚効果：中野稔
- 合成：デン・フィルムエフェクト
- タイトル：マリンポスト
- 現像：東映化学
- 協力：アエロフロート・ロシア航空、秋田市、五城目町、阿仁町　ほか

### 制作

#### 企画
企画の始動は1980年。岡田茂東映社長と『デルス・ウザーラ』などの製作者、モスフィルム所長ニコライ・シゾフとで「日本とソ連で四つに組んで合作をやろう」「世界に通用する映画を作ろう」と長い期間交渉を続け8年越しで実現した企画。
1980年のモスクワオリンピックにあたり、岡田とニコライ・シゾフの製作で、日本体育協会、日本バレーボール協会のバックアップを得て、ソ連と東映の共同製作で『甦れ魔女』を製作した際に「次にちょっと大きなものをやりたい」という話が出て、バレエ映画や井上靖原作の『おろしや国酔夢譚』（1992年に大映・電通製作で映画化）などが候補に挙がったが、「バレエ映画は『赤い靴』に始まっていっぱいあるし、今作っても当たらない」などと岡田がやる気が起きず、岡田が直感的に思いついたのがシベリアオオカミを主人公にした映画、という企画だった。ソ連側にオオカミの調教が出来るか、と問いただしたところ「出来る、間違いない、ソ連で保証する」と言い切るので製作を決めたという。当時はソ連は日ソ合作映画の製作に積極的で、製作の合意は1980年だった。監督は後藤俊夫がこの種の映画に打ってつけだろうと、ソ連側にも打診すると後藤の『マタギ』（1981年）をベルリン映画祭か何かで観ていて「彼なら撮れるだろう」と回答があった。シベリアオオカミは『シートン動物記』にも獰猛さが描かれており、人や馬まで襲う。人に全く懐かないとされ、ソ連の動物園で飼われているシベリアアオオカミの子供を譲り受け、モスフィルム所有の自然研究所で撮影用に飼いならして野に放して撮影し、3年がかりで製作しようという計画だった。後藤は「20世紀に残された最大の秘境といわれるシベリアの奥地にカメラを置くことを思うだけでも興奮する。私のライフワークのつもりで取り組む」等と話した。

#### 制作に至るまで
1983年5月に岡田が、仮タイトルを『シベリア狼』として製作を正式に発表した。矢部恒東映プロデューサーを責任者に任命し、翌1984年2月にソ連モスフィルムと合作合意に至ったが、同年5月のミハイル・ゴルバチョフソビエト連邦共産党書記長就任と同時に始まったペレストロイカによって、従来の映画製作者が交代し、新政権の合意が必要となり製作が難航、1987年5月に再度、新政権の合意を得なければならなくなった。

#### 脚本
このような状況ながら、後藤監督が脚本に大和屋竺を希望したため、大和屋を東映本社に呼び、直接オファーしたところ、大和屋が快諾した。大和屋はそこからソ連狂いが始まり、大和屋は直感的に強制収容所を描きたいと思ったという。「極寒の地で共に捕虜収容所の体験を分かち合った、日本人とロシア人の猟師が、凶悪な『ボーグ(神)』という名の狼を追う」という単純で明快なプロットが出来上がった。矢部と後藤と大和屋の3人でそのプロットを携え、モスクワでソ連側の脚本家・イジョフ・ヴァレンティン・イワノヴィッチに会った。イワノヴィッチ（イジョーフ）はレーニン勲章も受賞した巨匠。イワノヴィッチからは良いプロットだと褒められたが、ソ連の暗部に触れたプロットはやはり通らなかった。

#### 制作の決定
その後、3、4年、本企画の打ち合わせで岡田は何回もモスクワに足を運び、本格的準備を始めた矢先にソ連側の役人が尋ねてきて、動物愛護団体の強い反対などがあってソ連としては製作出来ないと言ってきた。その他の内部事情がうかがえたが詮索することではないし、お互い改めて話し合いましょうとなり、一旦制作が中断した。この時まで既に2000万円を使っていて、後藤以下スタッフも困り、やむなく後藤がかねがねやりたいと言っていた『マタギⅡ』（『イタズ 熊』1987年）を二年がかりで作らせた。『イタズ 熊』の製作時に東映が戸川幸夫に監修を頼み、製作中に後藤と戸川が親しくなり、戸川の隠れたベストセラー『オーロラの下で』の映画化権を東映が買った。製作が長引いたことで、後藤監督が当初の大和屋のオリジナル脚本では燃え尽きてしまっていたことから、再出発の意味で戸川の原作をシベリアオオカミに置き換えて新たにシナリオが練られた。
『オーロラの下で』は毎年ジワジワ売れ続け、当時で小中高校生向きで200万部出ていた。1925年アラスカで実際に起こった事件で、人間にはまったく馴れ親しまないといわれるオオカミが、大自然の中の孤島というような小さな寒村を襲った伝染病の脅威から子供たちをオオカミが救ったという実話。今もニューヨークのセントラルパークにそのオオカミの銅像が立っているという。
それらの設定をシベリアに置き換えてソ連に再提示したところ好感触を得た。またペレストロイカで、一線を退くニコライ・シゾフが長年の友人・岡田への置き土産と方々に根回しをしてくれ、8年越しで製作に漕ぎ着けることが出来た。モスフィルムとしてもペレストロイカで独立経営体になったため、外貨を稼いで老朽化しつつある設備の更新や最新の機械機材を導入したい、或いは合作映画の製作で外国と文化交流をしたいという意図もあったとされる。1987年7月に岡田が訪ソし、第15回モスクワ国際映画祭開催中の7月16日、モスフィルムのウラジミール・ドーストル所長（映画省次官兼務）、ソビエト合作公団アレキサンダー・スリコフ総裁と待望の仮調印がモスクワで交わされた。ペレストロイカ政策の第一回の合作映画であった。岡田は「後藤監督は最新作の『イタズ』で凶暴なヒグマも演出して立派な作品に仕上げている。シベリア狼を使っても立派な商業映画を作ると確信している」と話し、『イタズ』に続いて『オーロラの下で』も監督に引き続き、後藤を監督に起用すると話した。またアメリカにも合作を申し入れ、「日本を中心に米ソが手を携えて一つの映画を作りたい」と夢を述べた。7月20日には矢部プロデューサー、後藤監督、大和屋がモスフィルムの製作担当者らと白夜の北極圏へシナハンに直行するなど、急ぎシナリオの作成等を進めた。大和屋の収容所のプロットは削られたが、再度、『オーロラの下で』をベースにした脚本（脚色）を頼み、大和屋はせめてもの抵抗としてロシア革命をプロットに取り入れた。この時点では1987年12月に早ければクランクインし、足掛3年に及ぶ長期ロケを予定していると報道されたが、順調には進まなかった。年間30％世界各国の合作を製作していたモスフィルムとしてもこれ程のスケール、難しい題材を扱うのは珍しいケースであった。

#### キャスティング
1987年12月、日本側のキャストが決定。役所広司は前作『アナザー・ウェイ ―D機関情報―』（1988年）に続いて二本目の主演作。共産圏のソ連シベリアや北極圏で何年もかけての撮影は一生に一度の貴重な体験を味わったという。
動物の絡む映画ドラマは、いかに自身が熱演しても撮影は動物の動きを予測した形になるため、撮り直しも多く、役者には敬遠される傾向にある。
ソ連の豪商レージネフを演じるニキータ・ミハルコフは、ヨーロッパでは抜群の人気を誇るソ連・ロシアの大物俳優兼監督。エベンキの老人を演じるのは『デルス・ウザーラ』でデルス・ウザーラを演じた名優・マクシーム・ムンズークで、当時80歳。子役から役者を続ける現役で、キャメラを覗くし、「芝居はカットせずに回してくれ」などと色々注文をつけてきたという。

#### 制作発表会見
1988年1月20日、ソ連側の責任者・ドースタルモスフィルム所長兼映画省副大臣とスリコフソビエト合作公団総裁が来日し、正式調印に至った。1988年1月22日キャピトルホテル東急で製作発表。席上、製作総指揮を務める岡田が「これまでの合作映画の企画は数々あったが、月並みな発想じゃしょうがない。そこでシベリア狼の映画やろうとなった。8年前に合作構想がスタートしたが、種々の事情で中止となりあきらめかけていた。しかし、一昨年ぐらいからソ連側も新体制となり構想が復活した。他では絶対作れない、ソビエトだから出来る映画。国内では、テレビ朝日さんに宣伝面でのご協力を頂き、これが本当のこれが"This is 合作映画"だ、という作品にしたい」等と抱負を述べた。合わせて直接制作費は10億円、総製作費は20億円と発表した。製作費はソ連と対等予算で、ソ連側の負担は10億円だが、実際はもっとかかっているとされる。スタッフ50人は日ソ双方から出し、シベリアロケを中心に1988年4月クランクイン、1989年秋クランクアップ、1990年春完成、同年夏公開を予定、キャストは3月末発表、シベリア狼を122頭捕獲して今、調教中等と説明があった。ドースタル映画省副大臣は「モスフィルム70年の歴史でオオカミを主人公にした映画は初めて。黒澤明監督の『デルス・ウザーラ』など日ソ合作の経験を活かして、両国民が理解し合える作品にしたい」等、口々に壮大なスケールを強調した。

#### 撮影
オオカミは飼育されているものが既にいるわけではなく、シベリアの原野に棲息しているのを捕まえることから始める。野生のオオカミを捕まえるのは至難の業とされ、ヘリを使って投網をかけたりする方法などがとられた。その後、調教を少しずつ行うが、映画でソリを引くことになる白銀のオオカミは飼育犬・ライカ犬と野生のオオカミを合わせた混血のオオカミを使った。捕獲→飼育→撮影と3年がかりの計画であった。映画で活躍するブランは、北極圏ベーリング海沿海のアナージリで3つの群れから約50匹を捕獲し、そのボス狼とライカ犬を掛け合わせたもので撮影班が育てた。オオカミは赤ん坊から手塩にかけて育てても、1歳半ぐらいから野生に帰って凶暴になるとされ、決して安全とはいえず、撮影が長引けば何度も混血オオカミを育てなければならない。オオカミ関係で製作費数億円を計上した。オオカミを馴らすという試みは当時世界でソ連しかやっておらず、いかにオオカミを馴らすかが見所の一つとなる。製作に当たりソ連側から「（オオカミの調教を）やります、やれます」と回答があり、テレビ朝日の田代喜久雄社長が大の愛犬家と聞いて、オオカミを一匹差し上げます、という申し出があり、困惑したが、結局貰うことになり、上野動物園に寄贈したという。オオカミの飼育はリトアニアのヴィリニュスを予定していたが、同じリトアニア第二の都市・カウナス郊外に変更された。当地に周囲1キロの巨大な檻を作り、自然に最も近い形で飼育された。うち肉代が7000万円。オオカミ何十頭を飼育するのに冷凍肉ではダメで、血がしたたる肉でなければダメというソ連側の説明だった。当初はソ連側から繁殖を生業にしている人がいると聞き、そう信じていたが、ソ連にいったら約束の混血のオオカミはいなかった。契約では、作品上重要な役割を担う狼は、ソ連側が用意することになっていた。当時、共産圏の情報は日本には全く入って来ず、相手の言うことを信じるしかない状態。いざ現地に行ってみると狼は一匹も手配されていなかった。野生ではいくらでもいるが、性格が狼では撮影に使えない。ソ連側の心許ない情報を頼りに、スタッフは主役を張れる狼犬を探し回った。顔も姿もよく、しかも性格もいい狼犬探しは主演女優を探しているようなもので、主役の不在を心配する日本からは「狼犬はまだか」と矢のような催促。一時は諦め、犬に狼の毛皮を着せるかというところまで真剣に検討された。ようやくいい性格の狼がいるという情報を得て、猟師を訪ねたらそこに犬との混血児が二頭誕生していた。撮影の取り残しが出たため、翌年の冬にも撮らなくてはならなくなったが、狼犬は大きくなると野生に戻るため、猟師にもう一度交配してくれと頼んだ。翌年生まれた狼犬は、狼の精悍さと力強さ、犬の従順さと高い頭脳を持った前年の子より優れた子が生まれた。
寒冷地での撮影に備え、矢部プロデューサーや撮影の奥村祐治ら5人が1988年1月からロケハン。1988年5月、カウナスで撮影に使う子狼が生まれるのを待ってクランクイン。1988年6月秋田ロケ、7月京都ロケ、11月から12月に再び秋田ロケ。役所は犬ゾり操作の特訓を1日6時間受け、6日で乗りこなせるようになった。ロケの80％を占めるシベリアロケは1989年1月5日から。西シベリアペルミに大オープンセットを組み、ロケを敢行。ロケ隊は当地のホテルに宿泊。陽がすぐに暮れ、零下50度以下のマローズ(大寒波)に見舞われ、ダウンジャケットの表面が新聞紙のように裂け、凍傷になるスタッフが続出。1日1カットしか撮れない日もあった。セリフを喋る限界は零下40度前後で、ノーマルに撮影できるのは零下30度ぐらい。零下40度を超えると当地でも野外労働は制限され、小学校は登校禁止。スタッフは互いに注意して、顔の表面が白っぽくなっていると、血の気が戻るまで叩きあった。カメラの奥村祐治は、撮影後も後遺症で指の関節が動きにくくなったという。朝晩の食事はホテルだが、昼食は零下30度の中でみんな立ったまま並んで立ち食い。キャメラは日本、照明はソ連で、始めは通訳を通してやっていたが、映画でやることは一緒なので、すぐに通訳抜きでも出来るようになった。双方の違いはあっても最終的に指示を出すのはカメラマン。ただ仕事のプロセスは器用な日本人の方が早い。1日の労働時間は8時間、週5日制も厳格で、夜間撮影のときは終了時間から逆算して始める。
子狼がいるカウナスは、モスクワより1400キロ西で夜行列車で12時間かけて移動。混血とはいえやっぱり狼で、役所には懐いたが、スタッフのほとんどは噛まれた。狼犬はワガママで、狼がいい状態になるまで役者の方が待たなくてはならない。狼が静かに佇むというシーンでは、狼待ちで役者が雪をかぶってじっと待つ状態。2月に入ると日々気温が上昇、この年は100年ぶりと云われる暖冬による雪不足で撮影に難航。大自然と闘う厳しいシーンが思い通り撮れず、ロケ地を北に移動して撮影を続けようと交渉したが、外国人は入れない事情があり、また狼犬に野生の血が出始めてきたため、撮影を長引かせるのは危険で、強行して撮るか翌年まで待つかでスタッフが揉め、結局外シーンは1年先延ばしし、細々としたシーンや室内撮影に変更した。このため役所は出番はほぼ無くなり、共産圏で遊ぶところもなく、描いたことのない絵を書いて時間を潰した。全体の25％にあたる冬シーンを撮り残して日本側スタッフは一旦帰国した。一年撮影が延びたことで、日ソ双方の負担は1億円を超えると見られ、製作費を折半するソ連サイドはかなり腹を立てていたという。ソ連側のロケ費用は全部ソ連側が持つ契約だった。5～6月、日本側スタッフがソ連入りし、モスフィルムでのスタジオでセット撮影。ペルミで7月と10月にそれぞれ夏と秋の撮影の後、冬の到来を待って、1990年1月から再びペルミ、クングールで撮影したが、北極圏のチェルスキーの撮影を加え、当地で1990年2月25日クランクアップ。ペルミからチェルスキーまでは約1万キロあるため、ソ連軍の輸送機をチャーターして犬から狼から人間ごと一緒に移動した。ペルミはウラル山脈麓の僻地にある当時人口110万の大都市で、ミグのエンジンを作っているため、ペレストロイカ、グラスノスチが施行されなければ、西側の人間は立ち入りが許されなかった場所で、西側の人間として初めてペルミに入ったのは、本作の矢部プロデューサーだった。
ラスト近くのオーロラは100分の1ルクスといわれ、人間の目には見えてもフィルムには感光しない。高感度のビデオカメラなら撮ることは出来るが、当時のビデオでは大きなスクリーンでは再現出来ず。『南極物語』や『植村直己物語』のオーロラはスタジオでのビデオ合成である。本作でのオーロラをどう表現したかは分からない。
10時間分、約4万フィートのフィルムを回した。シベリアロケに参加した役者は役所広司だけ。3月中旬、ドースタルモスフィルム所長と一緒にオールラッシュ、4月中旬、ボリショイ劇場管弦楽団による音楽入れ等を重ね、1990年5月完成。
軍事上の理由で撮影禁止だったソ連時代のシベリア、ツンドラ地帯での空撮を含む撮影が大きな見所。シベリアの大自然の実態はあまり知られておらず、冬は零下50度、夏は気温40度にもなり、夏はアブぐらいの大きさの蚊が雲霞の如く襲ってきて顔を食いちぎられるといわれた過酷な環境であった。またソ連側の情報では雪がたっぷりある筈の場所に全く雪がなく、現地スタッフから「今年はたまたま記録的に雪が降らない年だった」と説明を受け、一年撮影を延期して翌年そこに行ったがまた雪がなかったたり、ソ連サイドに散々振り回された。共産国との合作は辛抱が必要だと思い知らされた。ペレストロイカ直後のソ連は経済も含め国が混乱し、撮影機材が闇市に流されたり、ソ連の航空会社はドルの客を優先したため、日本人スタッフたちは毎日空港に通って、席に空きが出たときに乗れるだけで、少しずつバラバラに帰国した。

### プロモーション・興行
岡田東映社長の肝煎り企画で、岡田が陣頭指揮を執り、派手な宣伝プロモーションが行われた。朝日新聞社は90年のテーマとして"自然と人びと"を掲げていたため、『オーロラの下で』はこのテーマに叶うものとして、岡田と中江利忠朝日新聞社社長とのトップ会談が行われ、朝日新聞社はかつてないスケールでの全面支援を決めた。新聞紙面での様々な特集記事は勿論、全国の主力販売店4000店を通じて前売り券を販売。東映から提供されたPRポスター12000枚、チラシ60万枚を販売店等に掲示を行った。またテレビ朝日系14局で大量にテレビスポットCMを流し、各ワイドショーで盛んに『オーロラの下で』を取り上げ、1990年7月1日に『零下50度に北に挑む』を、8月3日には『オオカミ大百科』を放映。朝日新聞、テレビ朝日での電波と活字による膨大なパブリシティ展開が行われた。
1990年5月23日夜、丸の内東映で完成披露試写会を開催し、夜9時から丸の内東京會舘で大ヒット祈願パーティを開き、スタッフ・キャスト他、桑田弘一郎テレビ朝日社長、田代喜久雄相談役、小田久栄門編成局長、中江利忠朝日新聞社社長、横田二郎東急電鉄社長、本庄八郎伊藤園社長、松本盛二九州朝日放送社長、斎藤雅一金の星社社長、クズネゾフソ連駐日大使館公使、三宅和助元駐シンガポール大使など、制作協力、公開協賛に名を連ねる各企業の首脳が参集した。岡田の執念が実った形となり、挨拶に立った岡田は「途次何回も暗礁に乗り上げたが、ペレストロイカの波に乗り、ようやく日ソ合作の合意が成り、完成を見るに到った」と秘められたエピソードを披露しながら、感慨ひとしおの完成報告を行った。
1990年5月29日に公開記念の日ソ友好親善大使として、調教師と一緒に3頭の仔狼が来日。宇都宮動物園でしばらく飼育された後、6月7日に狸穴のソ連大使館で、駐日各国大使、政財界の要人を招き、大使主催の試写会が開かれ、3頭の仔狼が披露され話題を呼んだ。6月12日からの全国キャンペーンに同行、テレビ出演等、マスメディアにも露出した。8月4日にあった丸の内東映での初日舞台挨拶に登場した頃には大きくなり、終了後、宇都宮動物園に寄贈された。ソ連モスクワでは7月24日に当地のオクチャリー劇場（定員2000）で、モスフィルム主催によるワールドプレミアが開かれ、岡田東映社長、田代テレビ朝日相談役が出席。ゴルバチョフ大統領の来場も予定された。ワールドプレミアの模様はテレビ朝日系で宇宙中継された。
企画自体は早かったが、公開当時は『南極物語』の大ヒット以降、『子猫物語』『ドン松五郎の生活』『ラッコ物語』など、動物映画ブームが興っていた。当初は1990年7月～8月の二ヵ月に渡るロングラン上映も検討していたが、8月～9月にかけての五週間の上映。
前売り券100万枚は、東映、朝日新聞、テレビ朝日、東急、伊藤園で振り分け、すぐに完売した。この年の夏興業は、オーストラリアロケをやったフジテレビ製作・東宝配給『タスマニア物語』、学研・NHKエンタープライズ製作・松竹配給の日米合作『クライシス2050』、カナダロケをやった角川映画製作・東映洋画配給『天と地と』と夏場の四大作ともいわれたが、東映と提携して製作出資したテレビ朝日、製作意図に賛同してキャンペーン協力した朝日新聞2社の電波と活字を有機的に組み合わせた相乗効果を意図的に狙った宣伝キャンペーンが物をいい大ヒットした。
世界配給ということでテリトリーでも揉めた。大雑把な割り振りとして共産圏はソ連、自由圏は日本としたが、市場規模の大きいアメリカと欧州の割り振りで両者譲らずで収拾がつかず、結局、岡田が「フランスだけは渡す、イタリアはこっち」という風に一つずつ決めていったという。
岡田社長は1990年の年頭挨拶で「宣伝活動がマンネリ化している」と話し、この年4月の人事で宣伝部の大幅機構改革を実施し、チーフ宣伝プロデューサーの「宣伝企画室」「と宣伝室」を設置し、作品ごとに柔軟なチーム編成で宣伝活動を進めることにした。小野田啓宣伝部長を取締役に昇格させチーフ宣伝プロデューサーには、ベテラン・福永邦昭・佐々木嗣郎の二人に関根忠郎を昇格させ、宣伝部員は計21人になった。

### 受賞記録
- 第3回日刊スポーツ映画大賞 石原裕次郎賞（1990年12月28日授賞式）

### 影響
モスフィルムは1990年10月19日付法令で「モスフィルム映画会社」（Мосфильм）と名称変更、独立採算体制に入った。本作の製作をきっかけとして、東映との提携話が進み、日ソ合弁企業「TOMOS」が設立され、文化事業を含む一般事業分野での相互協定を締結した。2800本に及ぶモスフィルム所有映画の使用権の獲得等、東映は色々な事業のノウハウを持っていたため、それらの輸出を検討し、ホテルやオフィスビルの建設などの事業にも乗り出すと報道された。中でも目玉だったのが、岡田が1987年頃、東映が大成功させていた東映太秦映画村を模した「モスフィルム映画村」の建設を薦めたことで、太秦同様、モスフィルムの敷地に約600億円かけて、映画村を建設するプランで、1991年7月に岡田東映社長がモスクワを訪れ、正式に調印した。岡田は「アジアの平和、繁栄のために環日本海を安定させる役割を果たしたい」と強い意欲を見せた。ただ当時のソ連は政治経済情勢が流動的で、実際に建設されたかは分からない。